# Karl Hager (Geistlicher)

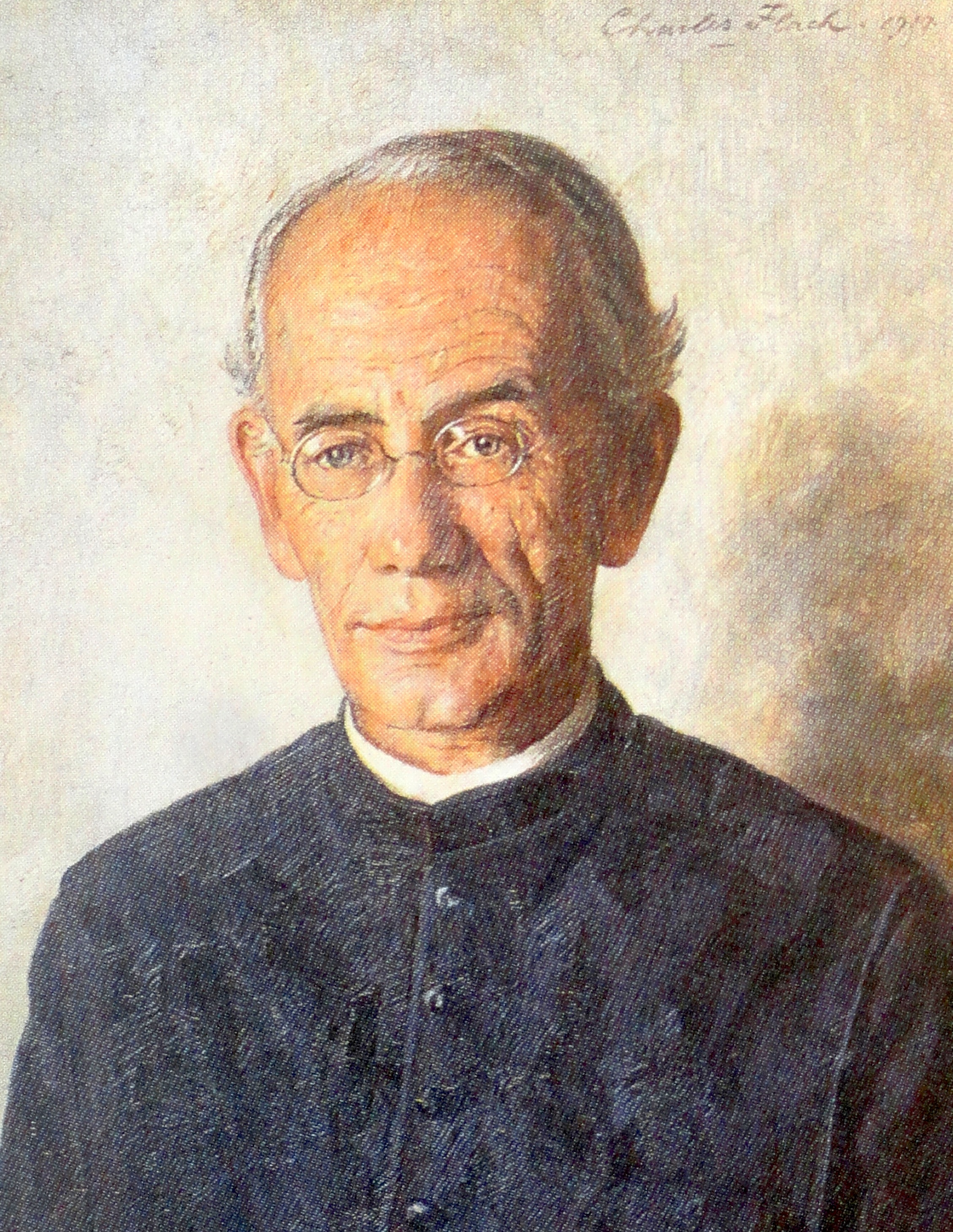
Karl Hager 1914

Karl Hager (* 19. November 1862 in Kaltbrunn SG; † 12. Juli 1918 in Ilanz) war ein Schweizer Benediktinerpater im Kloster Disentis im Kanton Graubünden und Naturwissenschaftler.

## Leben

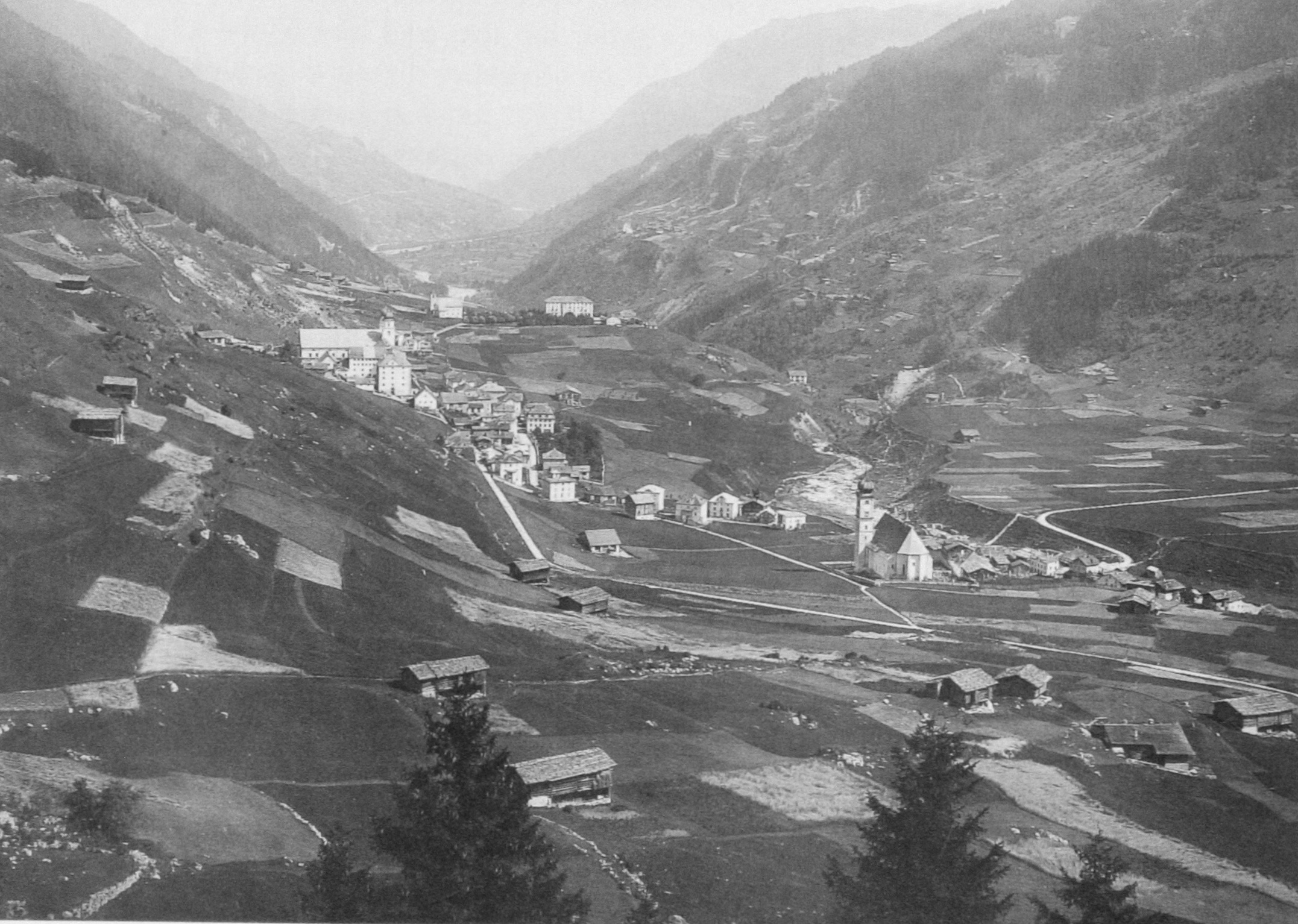
Aufnahme von Karl Hager: Disentis 1908, von Westen.
In der Bildmitte im Hintergrund das Hotel Disentiserhof

Karl Hager kam als Sohn des Schuhmachers Christian Hager und seiner Frau Theresia geb. Steiner zur Welt. Von 1875 bis 1880 besuchte Hager die Stiftsschule des Klosters Engelberg. Da der Grosse Rat des Kantons Graubünden 1880 das Noviziatsverbot von 1861 für Klöster aufgehoben hatte, trat Hager auf Anraten von Caspar Decurtins zusammen mit drei anderen Gymnasiasten 1881 als Novize ins Kloster Disentis ein, wo er 1886 die Priesterweihe erhielt und fortan als Lehrer für naturwissenschaftliche Fächer an der Klosterschule tätig war.
Von 1900 bis 1904 studierte Hager Botanik, Zoologie, Mineralogie, Geologie und Meteorologie an der Universität Freiburg und promovierte 1905 mit der Arbeit Die Kiefermuskeln der Schlangen und ihre Beziehung zu den Speicheldrüsen.
Neben seinem Lehramt an der Klosterschule befasste sich Hager intensiv mit der alpinistischen, natur- und kulturhistorischen Erforschung des Bündner Oberlandes. Seine Arbeit Die Arven und Föhren im Lukmaniergebiet brachte ihm vom eidgenössischen Oberforstinspektorat in Bern den Auftrag ein, die wild wachsenden Holzarten in der Surselva zu erforschen. 1914 war die Arbeit abgeschlossen. Hagers Hauptwerk Verbreitung der wildwachsenden Holzarten im Vorderrheintal verschaffte ihm Kontakte zu Johann Coaz und Carl Schroeter, seinem späteren Freund und Mentor an der ETH Zürich.
Daneben verfasste Hager mehrere landes- und volkskundliche Beiträge, die teilweise an die Arbeiten von Pater Placidus a Spescha anknüpften. Als begeisterter Alpinist förderte Hager die Gründung der Sektion Piz Terri des SAC. An mehreren Einweihungen von Berghütten hielt er jeweils die Festpredigt.

## Werke (Auswahl)
- Kunstschätze der Kirchen von Disentis & Umgebung. Chur: Bündner Tagblatt 1897.
- Die Kiefermuskeln der Schlangen und ihre Beziehungen zu den Speicheldrüsen. Eine vergleichend-anatomisch-physiologische Arbeit. Jena: Gustav Fischer 1905. (Diss. Math.-Naturw. Freiburg / Schweiz).
- Das Tavetschertal an den Rheinquellen Sedrun-Tschamutt. Zürich: Lichtdruck Brunner [ca. 1910].
- Flachs und Hanf und ihre Verarbeitung im Bündner Oberland. Kulturwissenschaftliche Skizzen. Bern: Stämpfli 1919. Separatdruck aus: Jahrbuch des Schweizer Alpenclub. Jg. 53.